# 四川省人民政府参事室
四川省人民政府参事室是四川省人民政府办公厅管理的正厅级行政机构，具有统战性、咨询性，与四川省人民政府文史研究馆合署办公。1952年11月19日设立。地址位于成都市锦江区暑袜中街42号。